# Carlos Luis Geromini
Carlos Luis Geromini (* 16. Juli 1906 in Tegucigalpa; † 8. März 1972) war ein honduranischer römisch-katholischer Geistlicher und Bischof von Santa Rosa de Copán.

## Leben
Carlos Luis Geromini empfing am 14. Juni 1930 das Sakrament der Priesterweihe.
Am 20. April 1952 ernannte ihn Papst Pius XII. zum Bischof von Santa Rosa de Copán. Der Apostolische Nuntius in Honduras, Erzbischof Antonio Taffi, spendete ihm am 8. Juni desselben Jahres die Bischofsweihe; Mitkonsekratoren waren der Bischof von San Miguel, Miguel Angel Machado y Escobar, und der Apostolische Vikar von Limón, Johann Paul Odendahl Metz CM.
Papst Pius XII. nahm am 23. Mai 1958 das von Carlos Luis Geromini vorgebrachte Rücktrittsgesuch an und ernannte ihn zum Titularbischof von Zabi. Geromini nahm an der dritten und vierten Sitzungsperiode des Zweiten Vatikanischen Konzils teil. 